# NGC 2384
NGC 2384 è un piccolo ammasso aperto visibile nella costellazione del Cane Maggiore.

## Osservazione

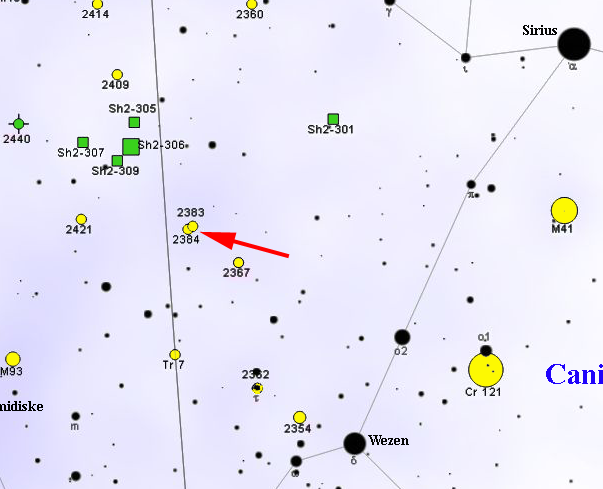
Mappa per individuare NGC 2384.

Si individua sul bordo orientale della costellazione, sul confine con la Poppa; fa coppia con il vicino ammasso NGC 2383 e giace in un ricco campo stellare. Sebbene sia visibile anche con un binocolo, la sua risoluzione è impossibile a causa delle sue ridotte dimensioni; lo strumento ideale per la sua osservazione è un telescopio con almeno 100mm di apertura. Si presenta diviso in due parti distinte, formato da due archi di stelle speculari fra loro, con la stella più luminosa disposta in entrambi i casi nella parte occidentale. Ricorda a colpo d'occhio la forma di una farfalla ad ali spiegate. Entrambe le componenti principali, di magnitudine 9, sono doppie.
La declinazione moderatamente australe di quest'ammasso favorisce gli osservatori dell'emisfero sud, sebbene si presenti circumpolare solo a partire da latitudini molto elevate; dall'emisfero boreale la sua osservazione risulta penalizzata soltanto dalle regioni situate a elevate latitudini settentrionali ed è osservabile da quasi tutte le aree popolate della Terra. Il periodo migliore per la sua osservazione nel cielo serale è quello compreso fra dicembre e aprile.

## Storia delle osservazioni
NGC 2384 venne individuato per la prima volta da John Herschel nel 1836 attraverso il telescopio riflettore da 18,7 pollici appartenuto a suo padre William Herschel; egli lo inserì nel suo General Catalogue of Nebulae and Clusters col numero 1526.

## Caratteristiche
NGC 2384 è un ammasso di piccole dimensioni, dominato da alcune stelle azzurre molto luminose; la sua distanza è stimata attorno ai 2116 parsec (6900 anni luce) ed è quindi situato probabilmente sul Braccio di Perseo, in un punto in cui questo presenta segni di disgregazione a causa della sua terminazione e, forse, per l'interazione con un ramo del Braccio di Orione diretto verso l'esterno.
Si tratta di un oggetto piuttosto giovane, la cui età è stimata attorno agli 8 milioni di anni; ciò è testimoniato dalla presenza di diverse stelle calde e brillanti di colore blu, ossia delle prime classi spettrali. La componente più luminosa è HD 58509, una gigante blu di classe B2III e una magnitudine pari a 8,58; segue HD 58465, una supergigante blu di classe B7Ib/II avente magnitudine 8,91. A questa si affianca una compagna azzurra di magnitudine 9,71, separata da circa 4,7". La vicina presenza di NGC 2383 ha fatto ipotizzare che i due ammassi potessero essere vicini fra loro anche fisicamente e facessero quindi parte di un sistema binario di ammassi aperti; studi fotometrici condotti sulle stelle dei due oggetti hanno però portato a escludere tale teoria, sia perché la loro distanza reciproca è grande, sia perché sussiste una notevole differenza di età, essendo NGC 2383 vecchio di 200 milioni di anni. I due oggetti dunque non possono essersi formati nella stessa nube molecolare gigante.